# Pioneer One
Pioneer One ist eine US-amerikanische Science-Fiction-Serie aus Independent-Produktion. Sie wird kostenfrei und ausschließlich über das Internet verteilt. Hauptverteilungsweg ist das BitTorrent-Netzwerk, die Serie wird auf vielen größeren BitTorrent-Portalen angeboten, inzwischen ist aber auch ein Online-Stream eingerichtet worden.
Die Serie steht unter der Creative-Commons-Lizenz Creative Commons Attribution-NonCommercial-ShareAlike 3.0 (CC-BY-NC-SA).

## Handlung
Die Geschichte beginnt am Tag des Absturzes einer bemannten, sowjetischen Raumkapsel in der Nähe von Edmonton. Die US-amerikanischen Ermittler werden von hohen Beamten und Politikern unter Druck gesetzt, den Vorfall als Terrorakt zu bezeichnen. Sie vermuten allerdings schnell eine andere Erklärung: Der überlebende Insasse der Kapsel, ein unbekannter Russe, könnte der Teilnehmer einer sowjetischen Mars-Expedition aus den 1980er-Jahren sein.

## Produktion
Die Serie wurde von Josh Bernhard und Bracey Smith produziert, die zuvor bereits den Film The Lionshare produzierten, der ebenfalls kostenlos über BitTorrent verteilt wurde.
Die Pilotfolge erschien im Juni 2010. Sie wurde mit einem Budget von 7500 US-Dollar produziert, die über die Crowdfunding-Website kickstarter gesammelt wurden. Weitere Folgen von Pioneer One wurden durch Spenden der Zuschauer finanziert.
Dreharbeiten fanden unter anderem in Binghamton statt.
Am 13. Dezember 2011 wurde die sechste und letzte Episode der ersten Staffel veröffentlicht. Bis zum Staffelende wurden über 87.000 US-Dollar an Spenden über das Portal VODO eingesammelt. Nach Aussage der Macher soll ein Einnahmeüberschuss in die Produktion einer neuen Staffel wandern.
Bis Anfang Juli 2010 wurde die Pilotfolge über eine Million Mal via BitTorrent heruntergeladen. Hinzu kommen über 300.000 Downloads der hochaufgelösten Version. Die Serie wurde auf dem New York Television Festival als beste Drama-Pilotfolge ausgezeichnet.
Untertitel in verschiedenen Sprachen werden von Freiwilligen im Internetportal addic7ed.com erstellt. Deutsche und englische Untertitel finden sich auf tv4user.de.

## Besetzung
- James Rich als Tom Taylor
- Alexandra Blatt als Sofie Larson
- Jack Haley als Dr. Zachary Walzer [Matthew Foster spielte Walzer in der Urfassung der Pilotfolge]
- Guy Wegener als Vernon
- E. James Ford als Dileo
- Laurence Cantor als Norton
- Kathleen O’Loughlin als Christa
- Einar Gunn als McClellan

## Episodenliste
| Nr. | Episodenname         | Veröffentlichungsdatum |
| --- | -------------------- | ---------------------- |
| 1   | –                    | 16. Juni 2010          |
| 2   | The Man From Mars    | 15. Dezember 2010      |
| 3   | Alone in the Night   | 28. März 2011          |
| 4   | Triangular Diplomacy | 28. April 2011         |
| 5   | Sea Change           | 5. Oktober 2011        |
| 6   | War of the World     | 13. Dezember 2011      |